# Gobionotothen
Genre
Gobionotothen est un genre de poissons de la famille des Nototheniidae et dont les espèces sont originaires de l'océan Austral.

## Liste des espèces
Selon GBIF (18 juin 2023) :
- Gobionotothen acuta (Günther, 1880)
- Gobionotothen angustifrons (Fischer, 1885)
- Gobionotothen barsukovi Balushkin (d), 1991
- Gobionotothen gibberifrons (Lönnberg, 1905)
- Gobionotothen marionensis (Günther, 1880)

## Systématique
Le nom valide complet (avec auteur) de ce taxon est Gobionotothen Balushkin (d), 1976.